# Jaroslav Váňa
Jaroslav Váňa es un deportista checoslovaco que compitió en piragüismo en la modalidad de eslalon. Ganó dos medallas en el Campeonato Mundial de Piragüismo en Eslalon de 1951, oro en la prueba de C1 por equipos y plata en C1 individual.

## Palmarés internacional
| Campeonato Mundial | Campeonato Mundial | Campeonato Mundial | Campeonato Mundial |
| Año                | Lugar              | Medalla            | Competición        |
| ------------------ | ------------------ | ------------------ | ------------------ |
| 1951               | Steyr (Austria)    | Medalla de oro     | C1 por equipos     |
| 1951               | Steyr (Austria)    | Medalla de plata   | C1 individual      |